# Accadia
Accadia is een gemeente in de Italiaanse provincie Foggia (regio Apulië) en telt 2608 inwoners (31-12-2004). De oppervlakte bedraagt 30,5 km², de bevolkingsdichtheid is 86 inwoners per km².
De volgende frazioni maken deel uit van de gemeente: Agata delle Noci.

## Demografie
Accadia telt ongeveer 1060 huishoudens. Het aantal inwoners daalde in de periode 1991-2001 met 13,0% volgens cijfers uit de tienjaarlijkse volkstellingen van ISTAT.
| Jaar | Inwoneraantal |
| ---- | ------------- |
| 1991 | 3107          |
| 2001 | 2702          |

## Geografie
De gemeente ligt op ongeveer 650 m boven zeeniveau.
Accadia grenst aan de volgende gemeenten: Bovino, Deliceto, Monteleone di Puglia, Panni, Sant'Agata di Puglia.

## Impressie

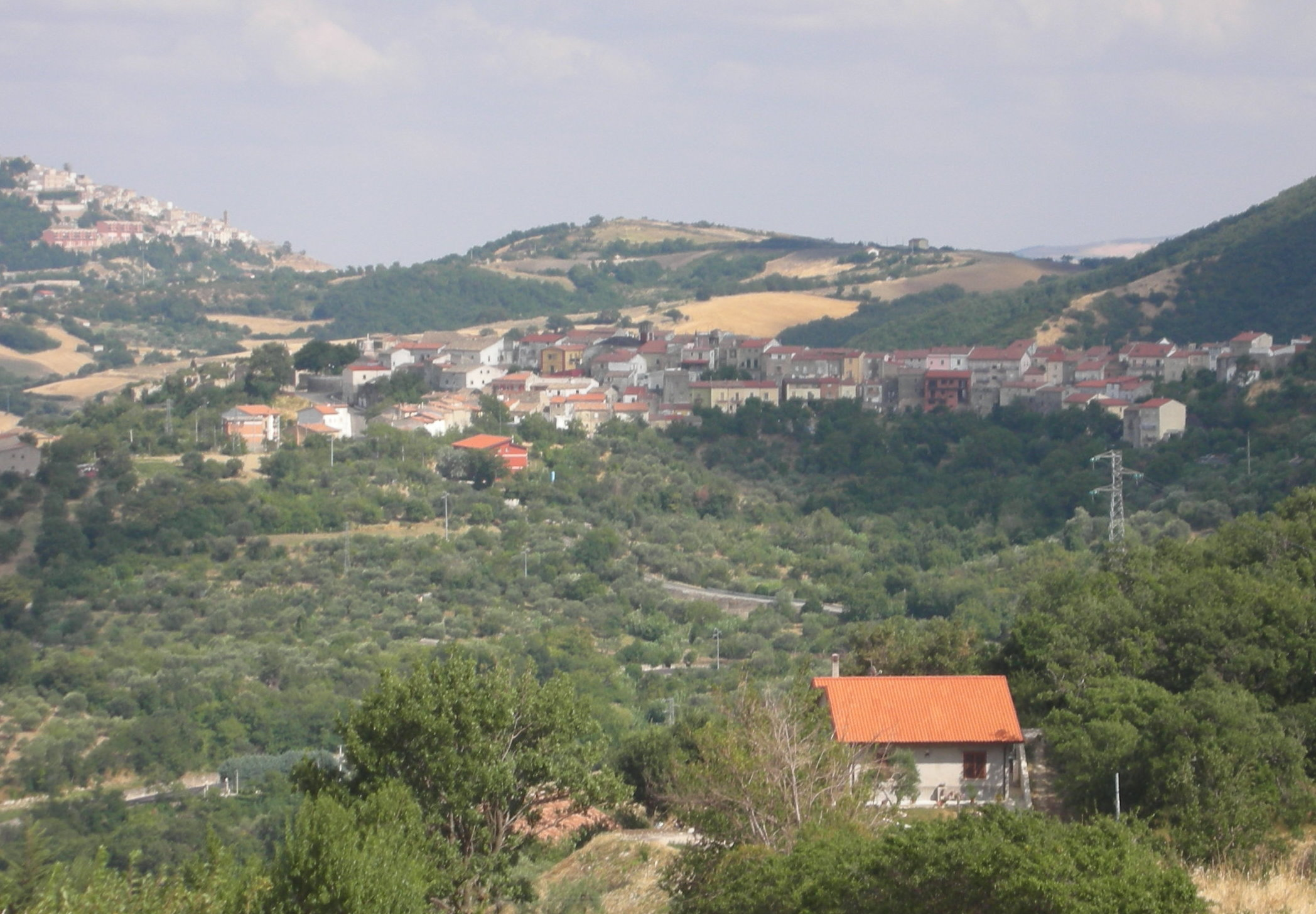
Uitzicht over Accadia
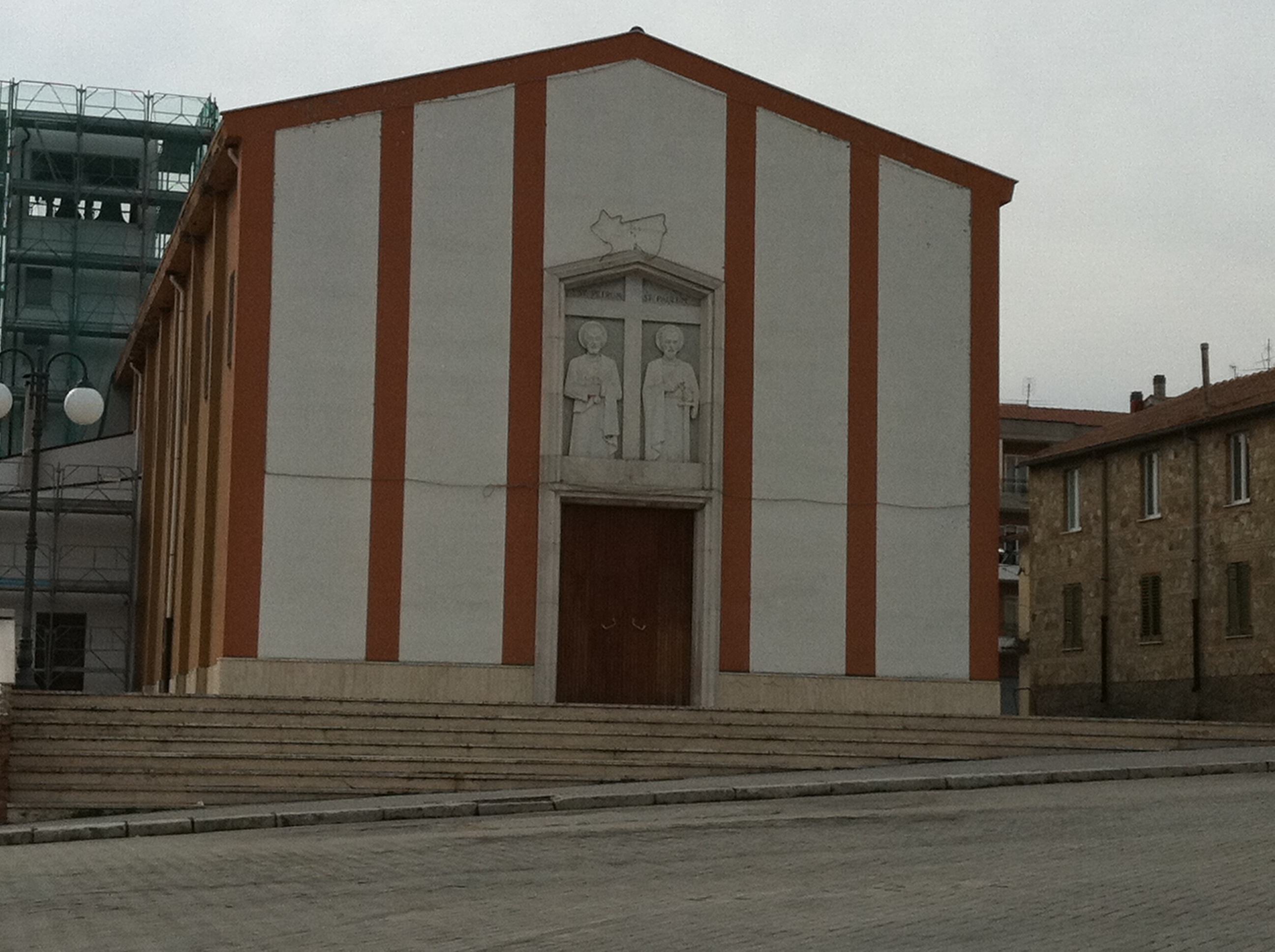
San Pietro
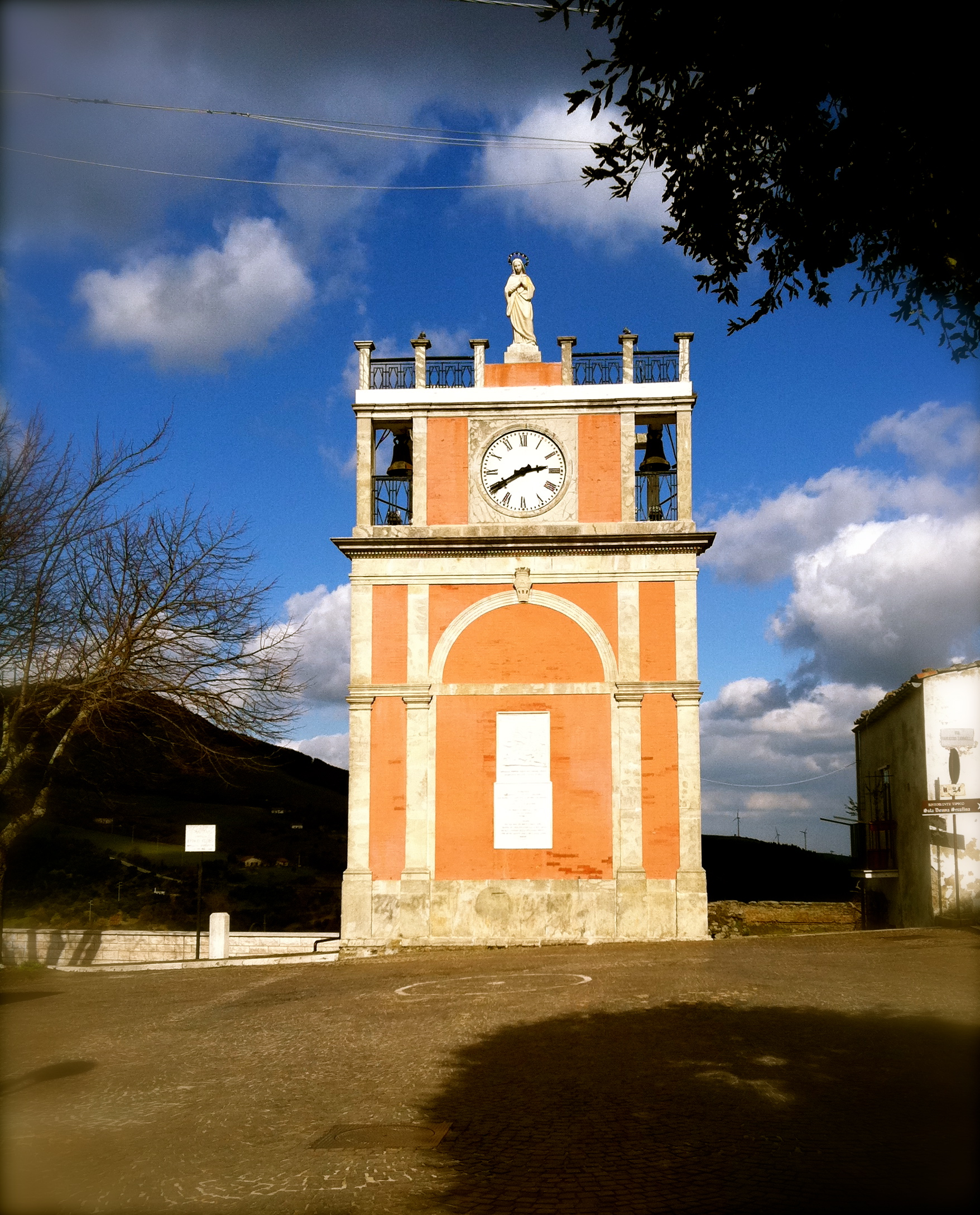
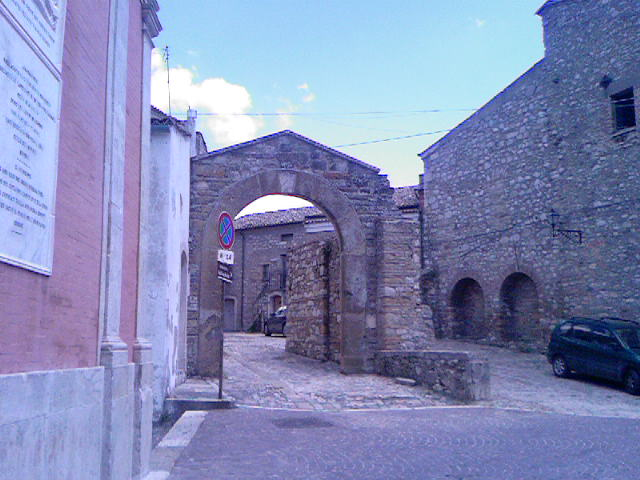
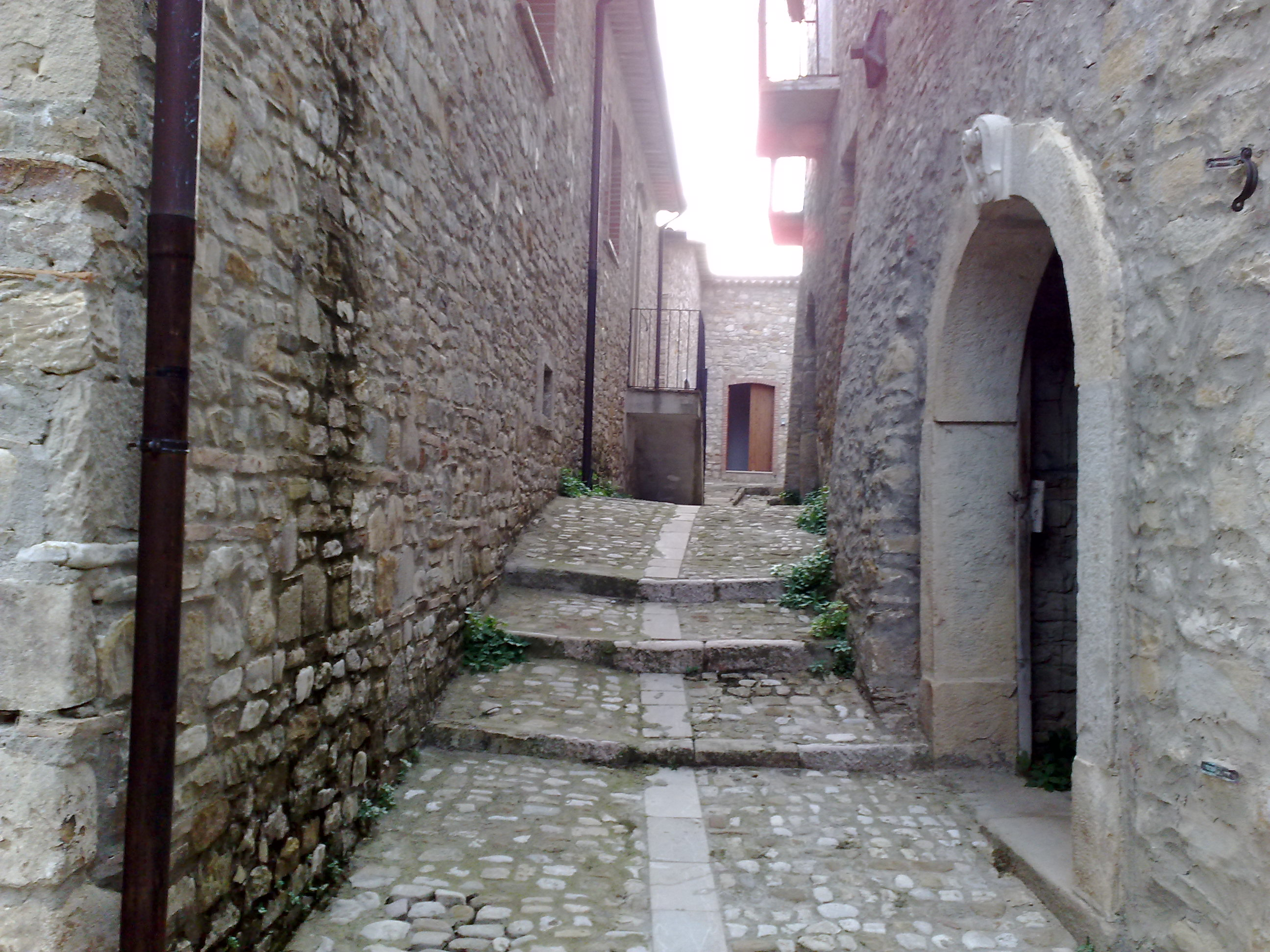